# Campeonato del Mundo de patinaje de velocidad en línea 2000
El Campeonato Mundial de patinaje de velocidad en línea de 2000 tuvo lugar del 29 de julio al 7 de agosto de 2000 en Barrancabermeja, Colombia. Fue el la segunda ocasión que la que Colombia organizó el campeonato mundial tras la edición de Bello 1990.

## Mujeres
| Distancia                   | Oro                                                 | Plata                                                       | Bronce                                                             |
| Pista                       | Pista                                               | Pista                                                       | Pista                                                              |
| --------------------------- | --------------------------------------------------- | ----------------------------------------------------------- | ------------------------------------------------------------------ |
| 300 m Contrarreloj          | Angélica Martínez                                   | Pamela Verdugo                                              | Lina Zapata                                                        |
| 500 m Sprint                | Berenice Moreno                                     | Angélica Martínez                                           | Andrea González                                                    |
| 1.000 m Sprint              | Berenice Moreno                                     | Siegridt Salinas                                            | Yi-Chin Pan                                                        |
| 5.000 m Puntos              | Ling Liu                                            | Sheila Herrero                                              | Silvia Niño                                                        |
| 10.000 m Puntos/Eliminación | Silvia Niño                                         | Theresa Cliff                                               | Sheila Herrero                                                     |
| 15.000 m Eliminación        | Alexandra Vivas                                     | Theresa Cliff                                               | Andrea Haritchelhar                                                |
| 5.000 m Relevos             | República de China Chen-Ya Wen Yu-Hou Hsin Ling Liu | Colombia · Berenice Moreno · Angélica Donneys · Silvia Niño | Argentina Andrea González Andrea Haritchelhar Eva María Richardson |
| Ruta                        |                                                     |                                                             |                                                                    |
| 300 m Contrarreloj          | Valentina Belloni                                   | Andrea González                                             | Li-Ling Pan                                                        |
| 500 m Sprint                | Andrea González                                     | Lina Zapata                                                 | Valentina Belloni                                                  |
| 1.000 m Sprint              | Valentina Belloni                                   | Andrea González                                             | Lina Zapata                                                        |
| 5.000 m Puntos              | Andrea Haritchelhar                                 | Theresa Cliff                                               | Silvia Niño                                                        |
| 10.000 m Puntos/Eliminación | Theresa Cliff                                       | Sheila Herrero                                              | Andrea Haritchelhar                                                |
| 15.000 m Eliminación        | Sheila Herrero                                      | Alexandra Vivas                                             | Adelia Marra                                                       |
| Larga distancia             |                                                     |                                                             |                                                                    |
| 42.195 m Marathon           | Angélica Martínez                                   | Erika Rueda                                                 | Yi-Chin Pan                                                        |

## Hombres
| Distancia                   | Oro                                                  | Plata                                                         | Bronce                                                           |
| Pista                       | Pista                                                | Pista                                                         | Pista                                                            |
| --------------------------- | ---------------------------------------------------- | ------------------------------------------------------------- | ---------------------------------------------------------------- |
| 300 m Contrarreloj          | Gregorio Duggento                                    | Keith Turner                                                  | Carlos Alberto Penagos                                           |
| 500 m Sprint                | Juan Acosta                                          | Alessio Gaggioli                                              | Harvey Russell                                                   |
| 1.000 m Sprint              | Derek Downing                                        | Chad Hedrick                                                  | Luca Presti                                                      |
| 10.000 m Puntos             | Chad Hedrick                                         | Harry Vogel                                                   | Diego Rosero                                                     |
| 15.000 m Puntos/Eliminación | Harry Vogel                                          | Jorge Botero                                                  | Massimiliano Presti                                              |
| 20.000 m Eliminación        | Chad Hedrick                                         | Jorge Botero                                                  | Jaime Valenzuela                                                 |
| 10.000 m Relevos            | Estados Unidos Harry Vogel Chad Hedrick Keith Turner | Colombia · Diego Rosero · Juan Carlos Betancur · Jorge Botero | Italia · Massimiliano Presti · Luca Presti · Francesco Zangarini |
| Ruta                        |                                                      |                                                               |                                                                  |
| 300 m Contrarreloj          | Gregorio Duggento                                    | Keith Turner                                                  | Carlos Alberto Penagos                                           |
| 500 m Sprint                | Keith Turner                                         | Kalon Dobbin                                                  | Alessio Gaggioli                                                 |
| 1.000 m Sprint              | Derek Downing                                        | Chad Hedrick                                                  | Juan Carlos Betancur                                             |
| 10.000 m Puntos             | Chad Hedrick                                         | Jorge Botero                                                  | Massimiliano Presti                                              |
| 15.000 m Puntos/Eliminación | Chad Hedrick                                         | Jorge Botero                                                  | Massimiliano Presti                                              |
| 20.000 m Eliminación        | Diego Rosero                                         | Jorge Botero                                                  | Chad Hedrick                                                     |
| Larga distancia             |                                                      |                                                               |                                                                  |
| 42.195 m Marathon           | Shane Dobbin                                         | Derek Downing                                                 | Massimiliano Presti                                              |

## Medallero
| Pos. | País           | Oro | Plata | Bronce | Total |
| ---- | -------------- | --- | ----- | ------ | ----- |
| 1.   | Estados Unidos | 10  | 9     | 1      | 20    |
| 2.   | Colombia       | 8   | 11    | 8      | 27    |
| 3.   | Italia         | 4   | 1     | 9      | 14    |
| 4.   | Argentina      | 2   | 2     | 4      | 8     |
| 5.   | China Taipéi   | 2   | 0     | 3      | 10    |
| 6.   | España         | 1   | 2     | 1      | 4     |
| 7.   | Nueva Zelanda  | 1   | 1     | 0      | 2     |
| 8.   | Chile          | 0   | 2     | 1      | 3     |
| 9.   | Australia      | 0   | 0     | 1      | 1     |

- Datos: Q18625958